# Film Fest Gent

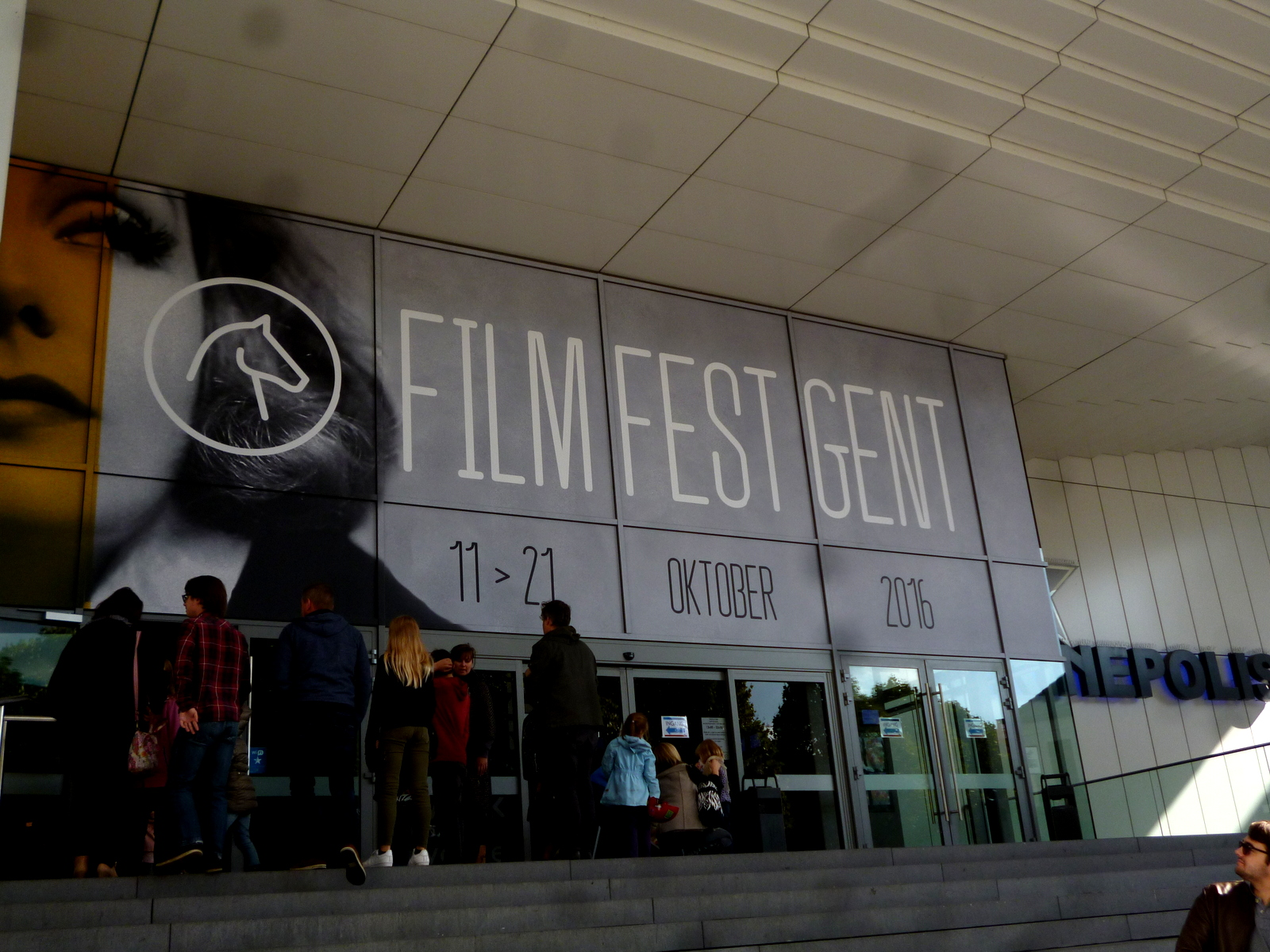
Film Fest Gent (2016)

Das Film Fest Gent, ehemals Flanders International Film Festival Ghent (Niederländisch: Internationaal Film Festival van Vlaanderen – Gent) wurde zum ersten Mal im Jahr 1974 im belgischen Gent ausgerichtet. Es findet jedes Jahr im Oktober statt. Das Filmfestival ist bekannt für seinen Fokus auf die Filmmusik. Verliehen werden seit 1992 der Georges Delerue Award for Best Music, seit 2001 der World Soundtrack Award (Grand Prix für den besten Film) als Höhepunkt.
Jedes Jahr finden während des Festivals Konzerte mit Filmmusik statt. Komponisten wie Craig Armstrong, Elmer Bernstein, Carter Burwell, Michael Danna, Georges Delerue, Patrick Doyle,  Harry Gregson-Williams, Maurice Jarre, Michael Kamen, Cliff Martinez, Ennio Morricone,   Gustavo Santaolalla, Howard Shore, Gabriel Yared oder Hans Zimmer hatten in Gent ihre Auftritte.

## Preisträger

### Grand Prix für den Besten Film
| Jahr | Gewinner                                                                                              | Regisseur                   | Land                            |
| ---- | --- | --------------------------- | ------------------------------- |
| 1992 | Geschichte einer Frau (A Woman's Tale)                                                                | Paul Cox                    | Australien                      |
| 1993 | Passion Fish                                                                                          | John Sayles                 | Vereinigte Staaten              |
| 1994 | La Partie d’échecs                                                                                    | Yves Hanchar                | Frankreich/Belgien              |
| 1995 | Cyclo (Xích Lô)                                                                                       | Trần Anh Hùng               | Vietnam/Frankreich              |
| 1996 | Das Dorf meiner Träume (E no naka no boku no mura)                                                    | Yōichi Higashi              | Japan                           |
| 1997 | Die Witman Brüder (Witman fiúk)                                                                       | János Szász                 | Ungarn                          |
| 1998 | Die Siebtelbauern                                                                                     | Stefan Ruzowitzky           | Österreich                      |
| 1999 | Himalaya – Die Kindheit eines Karawanenführers (Himalaya – l'enfance d'un chef)                       | Éric Valli                  | Frankreich                      |
| 2000 | Amores Perros                                                                                         | Alejandro González Iñárritu | Mexiko                          |
| 2001 | Atanarjuat – Die Legende vom schnellen Läufer (Atanarjuat – The Fast Runner)                          | Zacharias Kunuk             | Kanada                          |
| 2002 | Der Mann ohne Vergangenheit (Mies vailla menneisyyttä)                                                | Aki Kaurismäki              | Finnland                        |
| 2003 | In America                                                                                            | Jim Sheridan                | Irland                          |
| 2004 | Nobody Knows (Dare mo shiranai)                                                                       | Hirokazu Koreeda            | Japan                           |
| 2005 | Three Burials – Die drei Begräbnisse des Melquiades Estrada (The Three Burials of Melquiades Estrada) | Tommy Lee Jones             | USA/Frankreich                  |
| 2006 | 10 Kanus, 150 Speere und 3 Frauen (Ten Canoes)                                                        | Rolf de Heer                | Australien                      |
| 2007 | Die Fälscher                                                                                          | Stefan Ruzowitzky           | Österreich/Deutschland          |
| 2008 | Pazar – Der Markt (Pazar – Bir Ticaret Masalı)                                                        | Ben Hopkins                 | Türkei/Deutschland              |
| 2009 | Du sollst nicht lieben (Einayim Pkuhot)                                                               | Chaim Tabakman              | Israel                          |
| 2010 | Die Fremde                                                                                            | Feo Aladag                  | Deutschland                     |
| 2011 | Elena                                                                                                 | Andrei Swjaginzew           | Russland                        |
| 2012 | Tabu                                                                                                  | Miguel Gomes                | Portugal                        |
| 2013 | The Selfish Giant                                                                                     | Clio Barnard                | Großbritannien                  |
| 2014 | Gente de bien                                                                                         | Franco Lolli                | Kolumbien                       |
| 2015 | Ixcanul – Träume am Fuße des Vulkans (Ixcanul Volcano)                                                | Jayro Bustamante            | Guatemala/Frankreich            |
| 2016 | A Quiet Passion                                                                                       | Terence Davies              | Großbritannien/Belgien          |
| 2017 | Zagros                                                                                                | Sahim Omar Kalifa           | Belgien                         |
| 2018 | Cold War – Der Breitengrad der Liebe (Zimna wojna)                                                    | Pawel Pawlikowski           | Polen/Frankreich/Großbritannien |
| 2021 | Vortex                                                                                                | Gaspard Noé                 | Frankreich/Belgien/Monaco       |